# Melipona tumupasae
Melipona tumupasae är en biart som beskrevs av Schwarz 1932. Melipona tumupasae ingår i släktet Melipona och familjen långtungebin. Inga underarter finns listade i Catalogue of Life.